# Цунтинский район
Цунти́нский район (авар. Цӏунтӏа мухъ) — административно-территориальная единица и муниципальное образование (муниципальный район) в составе Республики Дагестан Российской Федерации.
Административный центр — село Цунта.

## География
Цунтинский район расположен в юго-западной части Дагестана и территориально в целом соответствует исторической области расселения дидойцев (цезов) — Дидоэтии.
Площадь территории района составляет — 963,57 км² (без Бежтинского участка).
Это высокогорная область в бассейне реки Метлуда (правый приток Андийского Койсу) и её притоков Шаитли, Кидеро, Сабакунисхеви, Китлярта и др., называемая также Дидойской котловиной.
На севере Цунтинский район граничит с Цумадинским районом республики. С запада и юго-запада граничит с Грузией — непроходимыми горами отделена от Тушетии, а от долины Алазани отделена Главным Кавказским хребтом с Кодорским перевалом (2365 м). С востока район отделён Богосским хребтом от бассейна Аварского Койсу, а конкретнее от Бежтинского участка, который формально входит в состав Цунтинского района.

## История
Н. И. Воронов, посетивший Дагестан в 1868 году, писал: 

Дальнейшее путешествие по Дагестану несколько изменило мой взгляд на Дидо, сложившийся по первым впечатлениям. Действительно, перевалившись через Кодор и оставив за собою роскошную, широкую долину Алазани, невольно поражаешься сумрачным колоритом глубоких и тесных ущелий Дидо, на дне которых шумят быстрые потоки, подмывая местами почерневший снег прошлогодних обвалов. Но по мере ослабления первых тяжёлых впечатлений и вследствие внимательного осмотра всех подробностей окружающей местности, приходишь к заключению, что здешняя природа далеко не так скудна и сурова, как она кажется на первый взгляд. В сравнении же с дальнейшими ущельями Дагестана, колорит её гораздо мягче и дары её гораздо обильнее. Голых, лишённых всякой растительности скал здесь совсем не видно; напротив, все вершины и скаты гор покрыты тучными лугами, а ближе к течению главных потоков произрастают хорошие дровяные леса, нередко перемежаясь строевыми деревьями. Тучный чернозём и обилие влаги дают здесь урожаи сам 15 — 20, так что дидойцы избыток хлеба сбывают в соседнюю Капучу. На горах, входящих по положению своему в альпийскую полосу, находят обильный корм не только местные, но и чужие стада, так что дидойцы получают от этого известный прибыток (сабалахо). Леса и луга изобилуют дичью; горные потоки, а в особенности озерцо Хупро — превосходною форелью; в лесах много ягодных кустарников, а также грибов. Но всеми этими дарами природы местные жители, эти добровольные постники — почти не пользуются. Большою помехою к их развитию служат, без сомнения, продолжительные зимы, разобщающие их с остальным миром более чем на полгода и нередко заносящая их жилища снежным покровом в нисколько аршин толщиною. Суровые и продолжительные зимы ставят также дидойцев в постоянную зависимость от Алазанской долины, на которую они спускают для прокормления свои стада на большую часть года.
Цунтинский район был образован постановлением Президиума ВЦИК СССР от 25 декабря 1930 года из семи сельских советов Цумадинского района с центром в селе Кидеро. В 1935 году районный центр центр был перенесён в село Шаури.
20 мая 1944 года, в связи с переселением всего населения в Веденский район ЧИАССР после депортации чеченцев и ингушей, постановлением бюро Дагобкома ВКП(б) Цунтинский район как административная единица был упразднён, а его территория была передана в административное ведение Цумадинского района.
15 октября 1955 года Указом Президиума Верховного Совета РСФСР вновь был образован Цунтинский район, с районным центром в селе Бежта. В состав района были включены Бежтинский, Кидеринский и Тлядальский сельсоветы Тляратинского района. В 1992 году районный центр был перенесён в село Кидеро.
В соответствии с Постановлением Народного Собрания Республики Дагестан от 26 сентября 2013 года № 619-V «О внесении изменений в административно-территориальное устройство Республики Дагестан» в районе образованы в составе сельсовета «Кидеринский» село Цунта, в составе Бежтинского сельсовета Бежтинского участка сёла Балакури, Жамод, Исоо.
В 2017 году районный центр был перенесён из села Кидеро в село Цунта.

## Население
| 1959    | 1970    | 1979    | 1989    | 2002    | 2010    | 2011    | 2012    | 2013    |
| ------- | ------- | ------- | ------- | ------- | ------- | ------- | ------- | ------- |
| 7483    | ↗10 319 | ↗11 229 | ↗13 374 | ↗17 466 | ↗18 282 | ↗18 368 | ↗18 476 | ↗18 622 |
| 2014    | 2015    | 2016    | 2017    | 2018    | 2019    | 2020    | 2021    | 2023    |
| ↗18 771 | ↗19 093 | ↗19 427 | ↗19 741 | ↗19 931 | ↗20 158 | ↗20 511 | ↗20 865 | ↗21 221 |
| 2024    | 2025    |         |         |         |         |         |         |         |
| ↗21 377 | ↗21 731 |         |         |         |         |         |         |         |

### Национальный состав
Языки — цезский и гинухский; в Бежтинском участке — также бежтинский и гунзибский.
Национальный состав населения Цунтинского района, включая Бежтинский участок, по данным Всероссийской переписи населения 2010 года:
| Народ             | Численность, чел. | Доля от всего населения, % |
| ----------------- | ----------------- | -------------------------- |
| * дидойцы (цезы)  | 10 389            | 56,83 %                    |
| * бежтинцы        | 5924              | 32,40 %                    |
| * гунзибцы        | 901               | 4,93 %                     |
| собственно аварцы | 527               | 2,88 %                     |
| * гинухцы         | 433               | 2,37 %                     |
| * андийцы         | 3                 | 0,02 %                     |
| другие            | 37                | 0,19 %                     |
| не указавшие      | 68                | 0,37 %                     |
| всего             | 18 282            | 100,00 %                   |

По данным Всероссийской переписи населения 2021 года:
| Народ        | Численность, чел. | Доля от всего населения, % |
| ------------ | ----------------- | -------------------------- |
| аварцы       | 20 566            | 98,57 %                    |
| даргинцы     | 21                | 0,01 %                     |
| другие       | 269               | 1,29 %                     |
| не указавшие | 10                | 0,01 %                     |
| всего        | 20 865            | 100,00 %                   |

## Территориальное устройство
Цунтинский район в рамках административно-территориального устройства включает сельсоветы и сёла, а также Бежтинский участок.
В рамках организации местного самоуправления в одноимённый Цунтинский муниципальный район входят 8 муниципальных образований со статусом сельского поселения, которые соответствуют сельсоветам. Помимо этого выделяется Бежтинский участок, включающий 5 сельских поселений, которые соответствуют сельсоветам и сёлам.
| №        | Сельское поселение      | Административный центр | Количество населённых пунктов | Население (чел.) | Площадь (км²) |
| -------- | ----------------------- | ---------------------- | ----------------------------- | ---------------- | ------------- |
| 1        | сельсовет Шаитлинский   | село Гениятль          | 3                             | ↗1406            | 5,02          |
| 2        | сельсовет Кидеринский   | село Кидеро            | 5                             | ↗2394            | 7,63          |
| 3        | сельсовет Шауринский    | село Мокок             | 11                            | ↗2524            | 7,26          |
| 4        | сельсовет Кимятлинский  | село Ретлоб            | 4                             | ↗1426            | 3,22          |
| 5        | сельсовет Терутлинский  | село Терутли           | 11                            | ↗1634            | 7,97          |
| 6        | сельсовет Тляцудинский  | село Тляцуда           | 4                             | ↗1115            | 1,92          |
| 7        | сельсовет Хибиятлинский | село Хибиятль          | 4                             | ↗1247            | 2,97          |
| 8        | сельсовет Шапихский     | село Шапих             | 5                             | ↗1257            | 3,13          |
| 8.000001 | Бежтинский участок:     |                        |                               |                  |               |
| 9        | сельсовет Бежтинский    | село Бежта             | 4                             | ↗4368            | 33,85         |
| 10       | сельсовет Гунзибский    | село Гарбутль          | 3                             | ↗1188            | 19,50         |
| 11       | сельсовет Качалайский   | село Качалай           | 3                             | ↘2099            |               |
| 12       | село Тлядал             | село Тлядал            | 1                             | ↘488             | 36,87         |
| 13       | село Хашархота          | село Хашархота         | 1                             | ↗547             | 14,67         |

## Населённые пункты
В район входят 59 сельских населённых пунктов, в том числе 12 населённых пунктов в Бежтинском участке и 47 населённых пунктов в районе без участка:
| №         | Населённый пункт    | Тип  | Население | Сельское поселение      |
| --------- | ------------------- | ---- | --------- | ----------------------- |
| 1         | Азильта             | село | ↘58       | сельсовет Шауринский    |
| 2         | Акды                | село | ↗106      | сельсовет Терутлинский  |
| 3         | Асах                | село | ↘1        | сельсовет Терутлинский  |
| 4         | Берих               | село | ↘139      | сельсовет Шауринский    |
| 5         | Вициятль            | село | ↘142      | сельсовет Хибиятлинский |
| 6         | Галатли             | село | ↘42       | сельсовет Шауринский    |
| 7         | Геназох             | село | ↗16       | сельсовет Терутлинский  |
| 8         | Гениятль            | село | ↘130      | сельсовет Шаитлинский   |
| 9         | Генух               | село | ↗699      | сельсовет Кидеринский   |
| 10        | Гутатли             | село | ↘297      | сельсовет Кидеринский   |
| 11        | Зехида              | село | ↘273      | сельсовет Кидеринский   |
| 12        | Иха                 | село | ↗59       | сельсовет Терутлинский  |
| 13        | Ицирах              | село | ↘171      | сельсовет Кимятлинский  |
| 14        | Кидеро              | село | ↘747      | сельсовет Кидеринский   |
| 15        | Кимятли             | село | ↗524      | сельсовет Кимятлинский  |
| 16        | Китлярта            | село | ↗254      | сельсовет Шапихский     |
| 17        | Китури              | село | ↘604      | сельсовет Шаитлинский   |
| 18        | Махалотли           | село | ↗460      | сельсовет Терутлинский  |
| 19        | Митлуда             | село | ↘15       | сельсовет Тляцудинский  |
| 20        | Мокок               | село | ↗859      | сельсовет Шауринский    |
| 21        | Ретлоб              | село | ↗376      | сельсовет Кимятлинский  |
| 22        | Сагада              | село | ↗513      | сельсовет Тляцудинский  |
| 23        | Терутли             | село | ↗361      | сельсовет Терутлинский  |
| 24        | Тляцуда             | село | ↗410      | сельсовет Тляцудинский  |
| 25        | Удок                | село | ↗274      | сельсовет Терутлинский  |
| 26        | Халах               | село | ↗32       | сельсовет Шапихский     |
| 27        | Хамаитли            | село | ↗43       | сельсовет Тляцудинский  |
| 28        | Хебатли             | село | ↗460      | сельсовет Шауринский    |
| 29        | Хенох               | село | ↘10       | сельсовет Шауринский    |
| 30        | Хетох               | село | ↘32       | сельсовет Шауринский    |
| 31        | Хибиятль            | село | ↗150      | сельсовет Хибиятлинский |
| 32        | Хора                | село | ↗34       | сельсовет Терутлинский  |
| 33        | Хунтли              | село | ↘18       | сельсовет Шауринский    |
| 34        | Хупри               | село | ↗732      | сельсовет Хибиятлинский |
| 35        | Хутрах              | село | ↘546      | сельсовет Шапихский     |
| 36        | Цехок               | село | ↘122      | сельсовет Шауринский    |
| 37        | Цибари              | село | ↘238      | сельсовет Шауринский    |
| 38        | Цицимах             | село | ↘52       | сельсовет Шапихский     |
| 39        | Цохок               | село | ↗102      | сельсовет Терутлинский  |
| 40        | Цунта               | село |           | сельсовет Кидеринский   |
| 41        | Чаатли              | село | ↗77       | сельсовет Терутлинский  |
| 42        | Чалях               | село | ↗325      | сельсовет Кимятлинский  |
| 43        | Шаитли              | село | ↘646      | сельсовет Шаитлинский   |
| 44        | Шапих               | село | ↗348      | сельсовет Шапихский     |
| 45        | Шаури               | село | ↗433      | сельсовет Шауринский    |
| 46        | Шия                 | село | ↗74       | сельсовет Терутлинский  |
| 47        | Эльбок              | село | ↘158      | сельсовет Хибиятлинский |
| 47.000001 | Бежтинский участок: |      |           |                         |
| 48        | Балакури            | село |           | сельсовет Бежтинский    |
| 49        | Бежта               | село | ↘2680     | сельсовет Бежтинский    |
| 50        | Гарбутль            | село | ↗295      | сельсовет Гунзибский    |
| 51        | Гунзиб              | село | ↘170      | сельсовет Гунзибский    |
| 52        | Жамод               | село |           | сельсовет Бежтинский    |
| 53        | Исоо                | село |           | сельсовет Бежтинский    |
| 54        | Каратюбе            | село | ↗366      | сельсовет Качалайский   |
| 55        | Караузек            | село | ↗615      | сельсовет Качалайский   |
| 56        | Качалай             | село | ↗1129     | сельсовет Качалайский   |
| 57        | Нахада              | село | ↗638      | сельсовет Гунзибский    |
| 58        | Тлядал              | село | ↗496      | село Тлядал             |
| 59        | Хашархота           | село | ↗577      | село Хашархота          |

Новые населённые пункты
В 2013 году в районе был образован новый населённый пункт — село Цунта в составе Кидеринского сельсовета. Помимо этого, на территории Бежтинского участка созданы сёла Балакури, Жамод, Исоо в составе Бежтинского сельсовета.
Кутаны
Сёла Каратюбе, Караузек, Качалай представляют собой отдалённые анклавы Бежтинского участка Цунтинского района на территории равнинного Бабаюртовского района.
Без официального статуса населённого пункта также имеются прикутанные хозяйства Бежтинского участка Цунтинского района Ахайотар, Ачичунгур, 40 лет Октября на территории равнинного Бабаюртовского района.
Упразднённые населённые пункты: Оцих.

### Общая карта
Карта района (без Бежтинского участка)

## Культура
В ауле Шаитли в феврале ежегодно отмечается народный праздник «Игби».

## Транспорт
Протяжённость автодорог в районе составляет 159,4 км. Все имеющиеся дороги — грунтового покрытия. Более половины дорог в зимних условиях практически закрываются.

## Комментарии
Комментарии
1. ↑  авар. Цӏунтӏа мухъ, агул. ЦIунта район, азерб. Tsunta rayonu, дарг. ЦIунтӏала къатI, кум. Цунта якъ, лак. ЦIунтӏал кӏану, лезг. ЦIунта район, ног. Цунта район, рут. ЦIунта район, таб. ЦIунта район, татск. Цунта район, цахур. ЦIунта район, чечен. ЦIунтӏан кӏошт
2. ↑  Согласно конституции Дагестана, государственными языками на территории республики являются — русский, аварский, агульский, азербайджанский, даргинский, кумыкский, лакский, лезгинский, ногайский, рутульский, табасаранский, татский, цахурский и чеченский языки.